# Bulgaria Air
A Bulgaria Air é uma companhia aérea da Bulgária.

## Frota

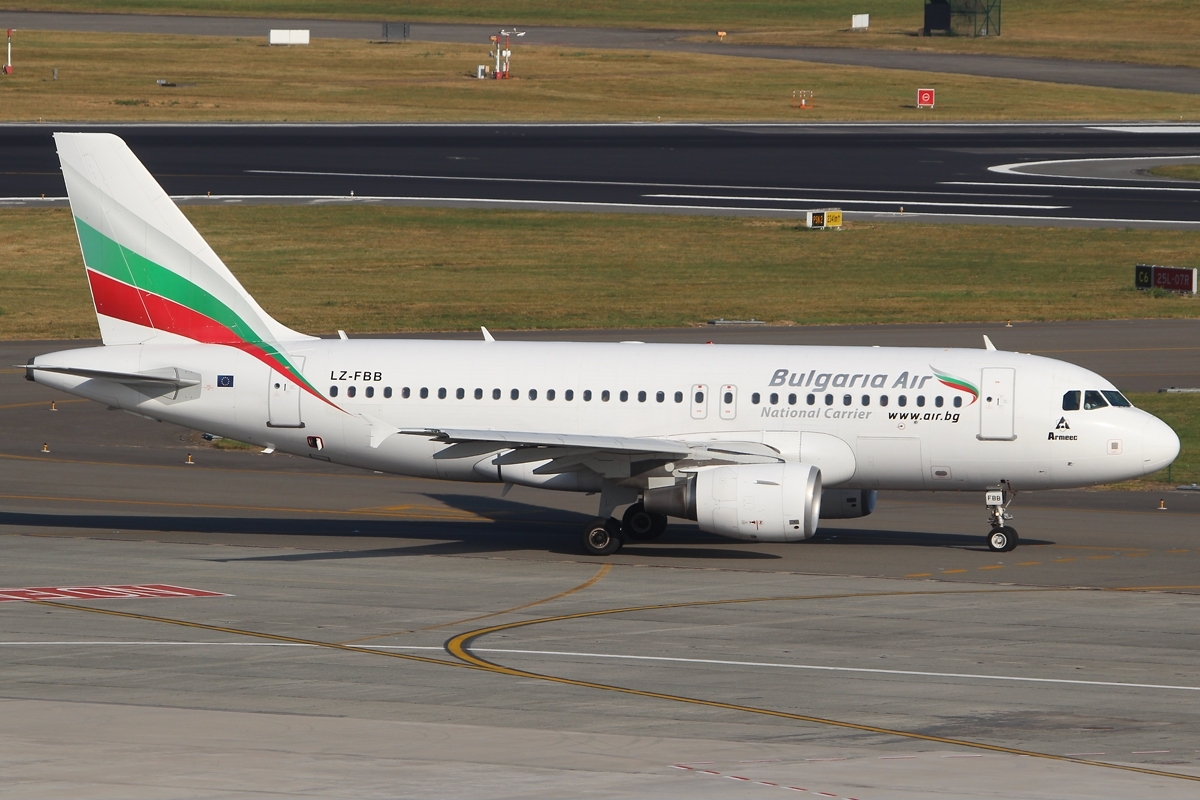
Airbus A319 da Bulgaria Air.

Em outubro de 2016:
- 2 Airbus A319-100
- 1 Airbus A320-200
- 3 Avro RJ70
- 4 Embraer 190